# Pinanga versicolor
Pinanga versicolor är en enhjärtbladig växtart som beskrevs av Andrew James Henderson. Pinanga versicolor ingår i släktet Pinanga och familjen Arecaceae. Inga underarter finns listade i Catalogue of Life.